# Paulo Nogueira Batista Jr.
Paulo Nogueira Batista Jr. (Rio de Janeiro, 2 de abril de 1955) é um economista brasileiro, conhecido por defender uma política econômica soberana. Foi diretor-executivo no FMI, em Washington, por indicação do ministro Guido Mantega, e vice-presidente do NBD, o banco dos BRICS, por indicação do Governo Dilma Rousseff. É colunista da revista Carta Capital desde maio de 2019, onde escreve artigo quinzenal com reflexões sobre temas nacionais e internacionais.
O nacionalismo que caracteriza o seu trabalho é herança pelos lados materno e paterno. A mãe, Elmira Helena Pinheiro Nogueira Batista, é neta de João Pinheiro, um dos líderes da República Velha, e sobrinha de Israel Pinheiro, criador da Vale do Rio Doce e construtor de Brasília. Seu pai, o diplomata de carreira Paulo Nogueira Batista, foi o primeiro presidente da Nuclebrás e foi um dos principais articuladores da elaboração do Acordo Nuclear Brasil-Alemanha em 1975. Seu pai ainda chegou a ocupar a presidência do Conselho de Segurança da ONU no biênio 1988-1989, tendo sido um dos líderes da ala nacional-desenvolvimentista do Itamaraty.

## Trajetória
Em 1977 graduou-se em Ciências Econômicas na PUC-Rio. No ano seguinte obteve o mestrado em História Econômica pela London School of Economics. Foi secretário especial de assuntos econômicos do Ministério do Planejamento em 1985-1986, durante a gestão de João Sayad, e assessor para assuntos de dívida externa do ministro da Fazenda, Dilson Funaro, em 1986-87. Chefiou o Centro de Estudos Monetários e de Economia Internacional da Fundação Getúlio Vargas do Rio de Janeiro de 1986 a 1989. É professor e pesquisador da Fundação Getúlio Vargas em São Paulo, desde 1989 está licenciado. Além de ter sido um dos principais especialistas nos assuntos relativos à dívida externa dedicou-se a estudar e propôr alternativas de combate à alta inflação que afetava a vida dos brasileiros desde os anos 1980. Temeroso de que a equipe que trabalhava com o então Ministro da Fazenda Fernando Henrique Cardoso na elaboração do Plano Real adotasse a mesma abordagem da dolarização do Plano Cavalo na Argentina defendeu em texto para a Folha de S.Paulo em setembro de 1993 a adoção de uma âncora interna, artifício que foi utilizado pelos alemães e poloneses para enfrentar as altas inflações dos seus países nos 1920. Seu temor em relação a uma possível dolarização da economia brasileira fez com Paulo Nogueira Batista Jr. estabelecesse conversas com o Presidente Itamar Franco e através dessas conversas o Presidente solicitasse que a URV fosse baseada em índices de preços nacionais. E a URV, moeda virtual adotada antes da entrada em circulação do Real, foi baseada em três índices nacionais, o IPCA especial do IBGE, o IPC da FIPE e o IGP-M da FGV.

## Diretor-executivo do FMI pelo Brasil e outros países
Em 23 de fevereiro de 2007, Nogueira Batista foi indicado pelo Governo Lula como representante do Brasil e mais oito nações latino-americanas e caribenhas no Fundo Monetário Internacional (FMI). A indicação não foi bem vista por setores do mercado financeiro que temiam o fim da era de ortodoxia econômica vigente até então. O perfil do economista - crítico contumaz das políticas do Banco Central e do próprio FMI - alimentava a desconfiança de nomes como Gustavo Loyola, ex-presidente do Banco Central. Loyola viu na indicação um sinal da crescente divisão entre o Ministro da Fazenda, Guido Mantega, e o presidente do BC, Henrique Meirelles.
A princípio, Mantega não disse por que teria nomeado Nogueira Batista para a diretoria do FMI. Mais tarde, ainda em 2007, o ministro sinalizou que o havia escolhido porque, assim como ele, defendia mudanças na estrutura de governança do FMI. O objetivo era um só: ampliar a participação dos países emergentes, reduzindo, desta forma, o déficit democrático da instituição. De fato, nos oito anos em que esteve no cargo, o economista fez da reforma do sistema de cotas da instituição sua principal bandeira.
A discussão dessa reforma, contudo, teve vários capítulos, com avanços e recuos que chegaram a colocar em risco os pleitos dos países emergentes. Em abril de 2008, a reforma então aprovada aumentou as cotas de 54 países. A cota do Brasil aumentou de 1,4% para 1,8% do total, enquanto o poder de voto do grupo de nações comandado pelo País subiu de 2,4% para 2,8% dos votos totais. Na época, Nogueira Batista saudou o que considerou ser um primeiro passo, mas ainda insuficiente para corrigir algumas distorções, já que, em termos de poder de voto, a Bélgica, por exemplo, continuava a ter mais peso no FMI que o Brasil, assim como o Reino Unido mais força do que a China. Uma grande reviravolta viria no final do mesmo ano, com a monumental crise econômica precipitada pela falência do tradicional banco de investimento norte-americano Lehman Brothers. Como diretor-executivo do FMI, Nogueira Batista pôde presenciar aqueles tempos difíceis por uma perspectiva privilegiada. Se antes o FMI era visto como esvaziado e sem maior importância, com a crise a instituição voltaria ao centro da cena internacional, contribuindo decisivamente no socorro a países de vários quadrantes do globo - inclusive europeus.
O economista brasileiro participou ativamente do debate interno, que produziu, em 2009, a reforma dos instrumentos de crédito e a triplicação dos recursos da instituição, que atingiram a cifra de US$ 750 bilhões. No ano seguinte, uma nova reforma do sistema de cotas de participação, bem mais abrangente, assegurou considerável aumento do peso dos países emergentes. Analisando o impacto da mudança, em fevereiro de 2011, Nogueira Batista afirmou que, com a conclusão desta última reforma, a cota do Brasil aumentaria para 2,3% do total e o País entraria na lista dos dez maiores cotistas da instituição, passando a integrar a primeira divisão do FMI, junto com outros três países emergentes (China, Rússia e Índia). Para o economista, o crescimento da força destes países não era um fenômeno conjuntural e sim estrutural. Houve, porém, um entrave: a reforma do FMI travou no Congresso dos Estados Unidos, por resistência dos republicanos. Só em dezembro de 2015 os parlamentares norte-americanos deram o "sim" à reforma concluída cinco anos antes.
A essa altura, Nogueira Batista já havia deixado a diretoria do FMI, cargo que ocupou até junho de 2015. Sua saída foi precipitada com a nomeação de Joaquim Levy para o Ministério da Fazenda, substituindo Mantega. Levy, que não simpatizava com as posições de Nogueira Batista, queria indicar um nome para o FMI mais afinado com a ortodoxia. Para resolver o impasse entre os dois, a Presidenta Dilma Rouseff convidou o economista para assumir o cargo de vice-presidente do Novo Banco de Desenvolvimento (NBD), mais conhecido como o Banco dos BRICS.

## Vice-presidência do Banco de Desenvolvimento dos BRICS
A proposta do NBD foi lançada na quarta cúpula dos BRICS, de 2012, em Nova Déli. As negociações transcorreram por pouco mais de dois anos até a assinatura do Convênio Constitutivo na sexta cúpula, realizada em Fortaleza em julho de 2014. Pelo convênio constitutivo da instituição, os cinco fundadores do banco se revezam na presidência e os que não indicam o presidente têm o direito de indicar um vice-presidente.
Depois de um começo aparentemente promissor, o NBD passou a enfrentar dificuldades, segundo Nogueira Batista, para alcançar seus objetivos ambiciosos de estabelecer-se como banco global dedicado ao financiamento da infraestrutura e o desenvolvimento sustentável dos países emergentes e de menor desenvolvimento relativo.
Nogueira Batista foi demitido do Banco em outubro de 2017 porque, segundo o que foi divulgado na época, teria violado o código de conduta de executivos da instituição ao fazer comentários sobre a política interna do Brasil. A gota d'água para a sua demissão, segundo o jornal Folha de S.Paulo, foi um artigo em que o economista critica severamente a sentença do juiz Sérgio Moro, que condenou o ex-presidente Luiz Inácio Lula da Silva a nove anos e meio de prisão. Comentando o fato, Nogueira negou que tivesse violado o código de conduta do banco e sustentou que o seu afastamento foi uma decisão política que teve origem na pressão exercida por integrantes do governo Temer sobre o NBD.
Apesar da demissão, o economista continua defendendo a importância do NBD, uma instituição desenhada para ter escopo global e que está sendo construída exclusivamente por países emergentes na sua fase inicial. Nogueira Batista estima que, em alguns anos, o NBD será um dos maiores bancos multilaterais do mundo, em termos de capital integralizado.

## Livros publicados
- Mito e realidade na dívida externa brasileira (1983, Paz e Terra)
A partir da crítica de dados e informações oficiais,[37] Nogueira Batista identifica os problemas centrais das contas externas brasileiras e discute diversos aspectos da fase inicial da crise da dívida.[38]

- Da crise internacional à moratória brasileira (1988, Paz e Terra)
O autor apresenta na obra as razões que levaram o governo a suspender os pagamentos dos juros da dívida externa em 20 de fevereiro de 1987.[39] O ângulo de visão de Nogueira Batista é privilegiado, pois ele fez parte da equipe econômica que estava à frente das negociações da dívida externa naquele período. A partir desta perspectiva, o autor relata o fracasso da estratégia convencional, baseada na renegociação apenas do principal da dívida. Além da necessidade de abrir caminho para uma redefinição do padrão de renegociação da dívida,[40] o economista relata que a moratória brasileira também teve a função de proteger o nível das reservas cambiais do país.

- A economia como ela é… (2000, Boitempo Editorial)
Coletânea de artigos, ensaios e conferências sobre as dificuldades econômicas à época do Presidente Fernando Henrique. Nas 432 páginas do livro o autor questiona o programa de liberalização da economia, centrado na redução do papel do Estado. O título da obra é uma homenagem à famosa coluna diária A Vida como Ela é, publicada nos anos 1950 no jornal Última Hora pelo aclamado dramaturgo Nelson Rodrigues.[1]

- O Brasil e a economia internacional: recuperação e defesa da autonomia nacional (2005, Elsevier) 
Dividido em duas partes, o livro aborda,[41] na primeira, a dimensão cambial e financeira do relacionamento externo da economia brasileira. Na segunda parte, as negociações comerciais do Brasil são o foco do autor, que se dedica a analisar os possíveis impactos da proposta de uma Área de Livre-Comércio das Américas, como formulada pelos EUA. Coerente com a defesa que sempre fez da soberania brasileira, Nogueira Batista sustenta na obra que é temerário abrir mão de autonomia na definição da política econômica nacional e baseá-la na premissa de haver uma oferta abundante e duradoura de capitais estrangeiros.[42]

- O Brasil não cabe no quintal de ninguém: bastidores da vida de um economista brasileiro no FMI e nos BRICS e outros textos sobre nacionalismo e nosso complexo de vira-lata (2019, Casa da Palavra/LeYa)
Finalista do Prêmio Jabuti de 2020,[43] na categoria Ciências Sociais, a obra relata os mecanismos de funcionamento de instituições como o FMI e o banco dos BRICS.[44] O nacionalismo perpassa o livro inteiro, sendo o pano de fundo da análise que o autor faz de negociações importantes, como as que conduziram à reforma do sistema de cotas do FMI e à formação dos BRICS. Fatos pouco conhecidos vêm à tona, inclusive diversos embates ao longo dos processos de negociação internacional e dentro do governo brasileiro. Na segunda edição do livro,[45] Nogueira Batista desenvolve o tema "BRICS" e dá mais destaque ao papel decisivo exercido pela então Presidenta Dilma Rousseff para vencer cautelas e resistências de outros países à criação do banco e do fundo monetário dos BRICS, além de ampliar suas reflexões sobre o Governo Bolsonaro.

## Emergência social em tempos de pandemia
As posições de Nogueira Batista em face da pandemia do coronavírus destoam do pensamento econômico ortodoxo. Nas suas colunas publicadas na revista Carta Capital, o economista questionou a preocupação central da equipe do então ministro da Economia, Paulo Guedes, de concentrar suas ações no ajuste do déficit público e em reformas que, no seu entendimento, têm duvidosa eficiência e legitimidade. A seu ver, a emergência fiscal não podia se sobrepor à emergência social e de saúde pública. Ao mesmo tempo, o economista criticou a "heterodoxia de galinheiro" que nega ou minimiza a relevância da preocupação com as finanças públicas. Era preciso, segundo ele, conciliar uma política de ampliação de investimentos e gastos sociais para alavancar a economia com o controle das contas públicas. No cenário de 2021, com o balanço de pagamentos em transações correntes sob controle e a menor vulnerabilidade externa – graças ao regime de câmbio flutuante e às elevadas reservas internacionais –, a política econômica tinha, segundo ele, "alguma margem de manobra" para ações que possam reduzir a capacidade produtiva ociosa e as elevadas taxas de desemprego.

## Antissemitismo
Em dezembro de 2022, a Confederação Israelita do Brasil (CONIB) apresentou um procedimento criminal junto ao Ministério Público de São Paulo, alegando que Nogueira Batista teria feito comentários antissemitas em entrevista ao canal do Youtube TV GGN, do jornalista Luiz Nassif. O Ministério Público arquivou a denúncia em 2023 porque, na visão da promotora de Justiça Maria Fernanda Balsalobre, inexiste "juízo de inferioridade do grupo vulnerável e, tampouco, houve exteriorização de supressão ou redução de direitos fundamentais do grupo alvo". Em dezembro de 2023, a CONIB voltou a acusar publicamente o economista de ter incorrido em comentários antissemitas no Twitter (atual X) por ter afirmado que Ilan Goldfajn, presidente eleito do Banco Interamericano de Desenvolvimento (BID) em 2022, seria uma nulidade e teria alcançado sua indicação para o banco por conta do 'lobby judaico'. Além da Confederação Israelita, entidades como o Centro de Debates de Políticas Públicas (CDPP) também criticaram os comentários feitos pelo economista em uma rede social.